# Mityng lekkoatletyczny Pedro’s Cup 2006
Mityng lekkoatletyczny Pedro’s Cup 2006 – letni mityng Pedro’s Cup, który odbył się 30 sierpnia 2006 na stadionie Orła w Warszawie.

## Ciekawsze rezultaty – mężczyźni

### Bieg na 100 m
- 1. Asafa Powell – 10,02 s
- 2. Michael Frater – 10,35 s
- 3. Shawn Crawford – 10,50 s
- 4. Marcin Jędrusiński – 10,55 s
- 5. Łukasz Chyła – 10,56 s
- 6. Przemysław Rogowski – 10,63 s
- 7. Kamil Masztak – 10,67 s
- 8. Marcin Urbaś – 10,69 s

### Bieg na 400 m
- 1. Marek Plawgo – 46,33 s
- 2. Piotr Rysiukiewicz – 46,74 s
- 3. Daniel Dąbrowski – 47,02 s
- 4. Rafał Wieruszewski – 47,19 s
- 5. Piotr Kędzia – 47,58 s
- 6. Ingo Schultz – 47,64 s
- 7. Paul McKee – 47,67 s
- 8. Marcin Marciniszyn – 48,31 s

### Bieg na 800 m
- 1. Ismael Kombich – 1:47,55 min
- 2. Mirosław Formela – 1:47,88 min
- 3. Ahmad Ismail – 1:47,89 min
- 4. Dmitrij Bogdanow – 1:48,02 min
- 5. Grzegorz Krzosek – 1:49,46 min
- 6. Nicholas Wachira – 1:51,01 min
- 7. Yared Shegumo – 1:51,33 min
- 8. Piotr Dąbrowski – 1:53,26 min
- 9. Rafał Snochowski – 1:53,33 min

### Bieg na 1000 m (chłopców)
- 1. Patryk Pomianowski – 3:07,79 min
- 2. Łukasz Florek – 3:15,09 min
- 3. Denis Juniec – 3:19,27 min
- 4. Mariusz Rzeźnicki – 3:19,54 min
- 5. Radosław Niezgoda – 3:24,41 min
- 6. Łukasz Cacko – 3:31,86 min

### Bieg na 3000 m z przeszkodami
- 1. Nyamu Julius – 8:27,32 min
- 2. Radosław Popławski – 8:28,36 min
- 3. Luis Miguel Martín – 8:32,10 min
- 4. Tomasz Szymkowiak – 8:40,26 min
- 5. Pieter Desmet – 8:47,19 min
- 6. Jan Zakrzewski – 8:53,32 min
- 7. Mariusz Giżyński – 8:53,35 min

### Bieg na 110 m przez płotki
- 1. Robby Hughes – 13,62 s
- 2. Charles Allen – 13,78 s
- 3. Artur Kohutek – 13,89 s
- 4. Tomasz Ścigaczewski – 13,94 s
- 5. Mariusz Kubaszewski – 13,97 s
- 6. Rafał Niedzielski – 14,64 s
- 7. Maciej Giza – 14,81 s

### Pchnięcie kulą
- 1. Reese Hoffa – 20,75 m
- 2. Tomasz Majewski – 20,21 m
- 3. Pawieł Łyżyn – 19,34 m
- 4. Dominik Zieliński – 19,18 m
- 5. Andy Dittmar – 18,71 m
- 6. Mikuláš Konopka – 18,18 m
- 7. Leszek Śliwa – 17,75 m

### Rzut dyskiem (mix)
- 1. (1.) Piotr Małachowski – 60,56 m
- 1. (2.) Wioletta Potępa – 60,44 m
- 2. (3.) Roland Varga – 60,30 m
- 2. (4.) Aretha Thurmond – 58,48 m
- 3. (7.) Joanna Wiśniewska – 54,92 m
- 3. (5.) Olgierd Stański – 57,85 m
- 4. (8.) Ludmiła Kuprianowa – 53,00 m
- 4. (6.) Andrzej Krawczyk – 57,63 m
- 5. (9.) Agnieszka Krawczuk – 52,47 m

### Skok wzwyż
- 1. Tomáš Janků – 2,20 m
- 2. Linus Thörnblad – 2,20 m
- 3. Stefan Holm – 2,20 m
- 4. Wiktor Szapował – 2,15 m
- 5. Aleksander Waleriańczyk – 2,15 m
- 6. Andriej Tierieszyn – 2,15 m
- 7. Michał Bieniek – 2,10 m
- 8. Robert Wolski – 2,10 m

 Sylwester Bednarek – nie zaliczył pierwszej wysokości

## Rezultaty – kobiety

### Bieg na 60 m (dziewczęta)
- 1. Natalia Gołaszewska – 9,37 s
- 2. Agata Skrzyszowska – 9,41 s
- 3. Monika Rączka – 9,61 s
- 4. Aneta Zwolińska – 9,75 s
- 5. Halszka Kalińska – 9,78 s
- 6. Sylwia Pazio – 9,92 s
- 7. Marlena Zawadka – 10,80 s
- 8. Izabela Kostrzewska – 10,92 s

### Bieg na 100 m
- 1. Sherone Simpson – 11,25 s
- 2. Brianna Glenn – 11,55 s
- 3. Daria Onyśko – 11,68 s
- 4. Ewelina Klocek – 11,89 s
- 5. Natallia Safronnikowa – 11,89 s
- 6. Joanna Gabryelewicz – 11,90 s
- 7. Jekatierina Kondratjewa – 12,07 s
- 8. Iwona Brzezińska – 12,08 s

### Bieg na 400 m
- 1. Shericka Williams – 52,00 s
- 2. Monika Bejnar – 52,18 s
- 3. Grażyna Prokopek – 53,13 s
- 4. Anna Kozak – 54,15 s
- 5. Al-Jak Nawal – 55,35 s
- 6. Izabela Kostruba – 56,02 s

### Bieg na 1500 m
- 1. Lidia Chojecka – 4:11,35 min
- 2. Wioletta Janowska – 4:12,53 min
- 3. Justyna Lesman – 4:13,19 min
- 4. Natalija Tobias – 4:16,36 min
- 5. Sylwia Ejdys – 4:17,64 min
- 6. Merach-Benida Nouriach – 4:17,86 min
- 7. Antje Moldner – 4:18,77 min
- 8. Anna Jakubczak – 4:19,29 min
- 9. Renata Pliś – 4:24,71 min
- 10. Monika Klepacka – 4:30,41 min

### Bieg na 110 m przez płotki
- 1. Jenny Adams – 12,89 s
- 2. Danielle Carruthers – 12,93 s
- 3. Aurelia Trywiańska – 13,18 s
- 4. Sarah Claxton – 13,70 s
- 5. Joanna Grzesiak – 14,07 s
- 6. Justyna Oleksy – 14,10 s
- 7. Beata Gorzelańczyk – 14,51 s
- 8. Katarzyna Rokicka – 14,62 s

### Bieg na 400 m przez płotki
- 1. Anna Jesień – 55,59 s
- 2. Tetiana Tereszczuk-Antipowa – 55,77 s
- 3. Agnieszka Karpiesiuk – 57,08 s
- 4. Ieva Zunda – 58,26 s
- 5. Alena Rücklová – 58,32 s
- 6. Marina Szyjan – 58,58 s
- 7. Aneta Jakubczak – 60,59 s
- 8. Tina Polak – 60,89 s

### Skok o tyczce[1]
- 1. Niki McEwen – 4,15 m
- 2. Pavla Hamáčková-Rybová – 4,15 m
- 3. Anastasija Reiberger – 4,00 m
- Julia Gołubczikowa – nie zaliczyła żadnej wysokości
- Floé Kühnert – nie zaliczyła żadnej wysokości
- Joanna Piwowarska – nie zaliczyła żadnej wysokości
- Jelena Isinbajewa – nie zaliczyła żadnej wysokości
- Róża Kasprzak – nie zaliczyła żadnej wysokości
- Tatiana Grigorieva – nie zaliczyła żadnej wysokości
- Monika Pyrek – nie zaliczyła żadnej wysokości

### Skok w dal
- 1. Małgorzata Trybańska – 6,68 m
- 2. Dominika Miszczak – 6,14 m
- 3. Aleksandra Fila – 5,92 m
- 4. Ewelina Modrzejewska – 5,89 m
- 5. Sandra Chukwu – 5,68 m
- 6. Ołena Szczors – 5,49 m